# Kashiwa Reysol
O Kashiwa Reysol (japonês: 柏レイソル), é um time de futebol de Kashiwa, Chiba no Japão. Atualmente compete na J-League.

## História

### Inicio
O clube começou a atividade em 1939 e foi fundado oficialmente em 1940 como Hitachi, Ltd. Soccer Club em Kodaira, Tóquio, a equipe foi um membro fundador da antiga Liga Japonesa de Futebol (JSL) em 1965. Teve algum sucesso em meados dos anos 1970, ganhando vários Copa do Imperador títulos e JSL e contribuindo para vários jogadores para o Seleção Japonesa de Futebol.
Em 1986, a equipe mudou-se de Kodaira para Kashiwa, mas levou um tempo para se adaptar a nova cidade, como eles foram rebaixados para a Divisão JSL 2 no fechamento da temporada. Eles voltaram à primeira divisão em 1989, voltaram a cair novamente em 1990 e voltar em 1991. Como o advento da J. League tinha chegado cedo demais para eles, Hitachi preferiu relegar-se na estação JSL passado.

### Era J-League
Foi fundado no dia 1 de abril de 1992, como Kashiwa Reysol A equipe se juntou a Liga Japonesa de Futebol em 1992 e adicionando Careca da equipe nacional de futebol do Brasil, com o objetivo de vencer o campeonato da JFL para promover-se a J1 League em 1993. A equipe não teve sucesso e a mal conseguiu entrar em quinto lugar. Em 1994, a equipe garantiu o segundo lugar no JFL e ganhou o direito de disputar a primeira divisão. De 1995 a equipe esteve na J1 e em 1998, a equipe saudou o ex-gerente da equipe olímpica do Japão, Akira Nishino como seu gerente. Em 1999, conquistou o seu primeiro título, o campeonato da Copa Nabisco. As temporadas de 1999 e 2000 marcou o ápice da história recente do clube.

### Anos 2000
Durante as próximas duas temporadas, as mudanças de gestão, fora nomeado a posse do técnico inglês Steve Perryman, a fim de liquidar o espaço perdido. As coisas ficaram ainda pior. Na sequência, um 16 º lugar em um total de 18 clubes em 2005 na classificação, Kashima Reysol perdeu o direito para prosseguir na disputa da Primeira Divisão Japonesa (J1) contra o 3 º lugar da J2, a equipe Ventforet Kofu. Pela primeira vez, três equipes foram rebaixadas da J1 para a J2.
Na sequência do rebaixamento, o time perdeu todos os seus ex-jogadores. Iniciou a temporada de 2006 com um treinador novo, Nobuhiro Ishizaki, e um elenco quase inteiramente novo. Kashiwa liderou a J2 por boa parte da temporada de 2006, mas uma série de desempenhos fracos nas rodadas, viu-se a deslizar para baixo da tabela. Foi somente no final da temporada que a equipe garantiu a promoção automática para J1 como primeiro colocado.
Em 2009 o clube foi rebaixado novamente, mas em 2010 venceu a J2 e em 2011, contrariando todas as previsões, venceu a J1, tornando-se a primeira equipe a vencer a segunda e a primeira divisão em seguida.

### Anos 2010
Disputou, pela primeira vez, o mundial de clubes de 2011, sendo eliminado pelo Santos na semifinal pelo placar de 3x1.

## Títulos
| INTERCONTINENTAIS | INTERCONTINENTAIS                | INTERCONTINENTAIS | INTERCONTINENTAIS |
|                   | Competição                       | Títulos           | Temporadas        |
| ----------------- | -------------------------------- | ----------------- | ----------------- |
|                   | Copa Suruga Bank                 | 1                 | 2014              |
| NACIONAIS         |                                  |                   |                   |
|                   | Competição                       | Títulos           | Temporadas        |
| Japão             | J-League                         | 1                 | 2011              |
| Japão             | J2 League                        | 2                 | 2010 e 2019       |
| Japão             | Copa do Imperador                | 3                 | 1972, 1975 e 2012 |
| Japão             | Copa da Liga Japonesa            | 2                 | 1999, 2013        |
| Japão             | JSL Cup                          | 1                 | 1976              |
| Japão             | Liga Japonesa de Futebol         | 1                 | 1972              |
| Japão             | Segunda Liga Japonesa de Futebol | 2                 | 1990-91           |
| Japão             | Supercopa do Japão               | 1                 | 2012              |

### Campanhas de destaque
- Copa do Mundo de Clubes: 4º Lugar: 2011

### Outras Conquistas
- Chiba Bank Cup: 1996, 1997, 1999, 2000, 2001, 2002, 2004, 2005, 2007, 2009, 2012, 2014, 2017, 2018, 2020, 2022;

## Rivalidades
Historicamente os rivais mais feverozos do Kashiwa Reysol são o JEF United Chiba e o Urawa Reds. Também tem grande rivalidade com o Kashima Antlers e com o Omiya Ardija.